# Aphaereta subtropicalis
Aphaereta subtropicalis är en stekelart som beskrevs av Robert A.Wharton 1977. Aphaereta subtropicalis ingår i släktet Aphaereta och familjen bracksteklar. Inga underarter finns listade i Catalogue of Life.